# Густафьево
Густафьево — станция (населённый пункт) в Омском районе Омской области России. Входит в состав Богословского сельского поселения. Население 209 чел. (2013) .
Основан в 1898 году .

## География
Густафьево находится на юге центральной части региона, в лесостепной полосе Барабинской низменности, относящейся к Западно-Сибирской равнине, примерно в 2,5 км. к востоку от административной границы г. Омск.

## История
Основан в 1898 г. как населённый пункт железнодорожников Транссибирской магистрали.
В 1928 г. разъезд Густафьево состоял из 23 хозяйств, основное население — русские. В составе Богословского сельсовета Корниловского района Омского округа Сибирского края.
В соответствии с Законом Омской области от 30 июля 2004 года № 548-ОЗ «О границах и статусе муниципальных образований Омской области» населённый пункт вошёл в состав образованного муниципального образования «Богословское сельское поселение».

## Население
| 2006 | 2010 | 2013 |
| ---- | ---- | ---- |
| 182  | ↗188 | ↗209 |

Гендерный состав
По данным Всероссийской переписи населения 2010 года в гендерной структуре населения из 188 человек мужчин — 90, женщин — 98	(47,9 и 52,1 % соответственно)
Национальный состав
В 1928 г. основное население — русские.
Согласно результатам переписи 2002 года, в национальной структуре населения русские составляли 86 % от общей численности населения в 161 чел..

## Инфраструктура
Железнодорожная платформа (изначально — разъезд) Густафьево.
Путевое хозяйство.

## Транспорт
Просёлочные дороги. Автомобильный и железнодорожный транспорт.